# عيسى بن يزيد الجلودي
عيسى بن يزيد الجلودي قائد عسكري عباسي. شغل مرتين منصب والي مصر، من 213 هـ/827م إلى 214 هـ/829م ومرة أخرى من 214 هـ/829م إلى 215 هـ/830م.

## سيرته
في تاريخ الطبري، ظهر عيسى لأول مرة في نهاية الحرب بين الأمين والمأمون، باعتباره أحد أنصار الأمين. وبعد مقتل الأمين دخل عيسى في خدمة الحسن بن سهل، الذي عينه المأمون واليًا على بغداد.
في عام 200 هـ/ 815م تم إرسال عيسى مع ورقاء بن جميل وحمدويه بن علي وهارون بن المسيب لاستعادة مكة والمدينة واليمن، التي سقطت في أيدي المتمردين العلويين. وهزموا أنصار محمد بن جعفر الصادق، وبعد بضعة أشهر هزم عيسى قوة أرسلها إبراهيم بن موسى الكاظم إلى مكة، بينما استسلم محمد بن جعفر، واصطحبه عيسى إلى الحسن بن سهل، تاركًا ابنه على مكة.
بعد تولية المأمون علي بن موسى الرضا بولاية العهد من بعده، أٌرسل عيسى إلى البصرة لأسر إسماعيل بن جعفر، الذي رفض إطاعة أمر الخليفة. ثم ذهب إلى مكة وأخذ البيعة لعلي الرضا. كما ولى المأمون إبراهيم بن موسى على اليمن بدلا من حمدويه بن علي، وأمر عيسى بمساعدته في استردادها. لكن بقي عيسى في مكة ولم يقدم أي دعم لإبراهيم، الذي هزمه حمدويه في نهاية المطاف.
ثم أمر المأمون عيسى باستعادة اليمن من حمدويه، فتقدم عيسى نحو الجنوب وهزم حمدويه وأسره وأعاده إلى المأمون. ثم بعثه المأمون لمحاربة السبابجة الذين تمردوا في العراق وكانوا يداهمون ضواحي البصرة وواسط.

## ولايته على مصر
في عام 212 هـ/ 827م، شارك عيسى في استعادة عبد الله بن طاهر لمصر، مما وضع حدًا للاضطراب. ثم خرج ابن طاهر واستخلف عيسى على مصر، عَلَى صلاتها فجعل عَلَى شُرَطه ابنه محمد، وعلى المظالم إِسْحَاق بْن مُتوكِّل، فكانت وِلاية عيسى من قِبَل ابن طاهر إلى يوم الجمعة 17 ذي القعدة سنة 213 هـ. ثم تولى أبو إسحاق المعتصم بالله ولاية مصر، فأقر عيسى عليها عَلَى الصلاة فقط، وعلى خَراجها صالح بْن شِيرزاد، فظلم الناس وزاد عليهم فِي خَراجهم، فانتقض أسفل الأرض وعسكروا، فبعث عيسى بْن يزيد بابنه محمد فِي جيش لقتال أهل الحَوْف الشرقي، فنزل ببُلْبَيس فلقِيَه بها جمع منهم، فحاربوه وهزموه، فنجا محمد بْن عيسى ولم ينجُ من أصحابه أحد وذلك فِي صفر سنة 214 هـ.
وصلت أنباء الهزيمة إلى أبي إسحاق فعزل عيسى وولى عمير بن الوليد مكانه. لكن ابن الوليد قُتل بعد شهرين في 13 ربيع الآخر 214 هـ على يد أهل الحوف. وأقام محمد بْن عُمير خليفةً لأبيه عليها شهرًا. ثم ولى المعتصم بالله عيسى مرة أخرى.
انطلق عيسى في محاولة جديدة لقمع التمرد، لكن الحوفيين هزموه في منية مطر في سبتمبر 829م، واضطر إلى التراجع إلى الفسطاط بعد حرق أمتعته.
بعد هزيمة عيسى، أقبل أَبُو إِسْحَاق المعتصم بالله بنفسه سائرًا إلى مِصر فِي أربعة آلاف تركي، فلم يشعر أهل الحَوْف إلَّا بنزوله بين أظهرهم، فامتنعوا عَلَيْهِ، فقاتلهم يوم السبت 20 شعبان سنة 214 هـ، فهزمهم، ونزل أَبُو إِسْحَاق ببُلْبَيس في اليوم التالي، وبعث فِي طلَب عبد الله بْن حُلَيس، وعبد السلام بْن أَبِي الماضي، فأُتِي بهما مستهلّ شهر رمضان، فقيَّدهما وسجنهما ثمَّ أقامهما للناس، ودخل أَبُو إِسْحَاق الفُسطاط يوم الخميس 8 رمضان، ثمَّ خرج أَبُو إِسْحَاق إلى الجِيزة، فدعا بابن حُلَيس، وعبد السلام، فضرب أعناقهما وصلبهما يوم الإثنين 18 ذي القعدة سنة 214 هـ، وغادر أبو إسحاق إلى الشام في محرم سنة 215 هـ/فبراير 830م، آخذاً معه عددًا كبيرًا من السجناء. وولى على مصر عبدويه بن جبلة.